# Avro 501
Авро 501 (503) — вариант Авро 500 на поплавковом шасси.

## История
Осенью 1912 года Avro Aircraft начала эксперименты над гидросамолётами. В это время Авро перенесла производство из Брукленда в Шорхэм, это обуславливалось еще и тем, что  Шорхэм прибрежный город и порт. Именно здесь в январе 1913 года впервые взлетел самолёт Type H. Этот гидросамолет был по конструкции Avro 500 с поплавковым реданом. Центральный поплавковый редан был широкий и плоский с тремя колёсами, что делало возможным взлет и посадку как с воды, так и с суши.
Следующей модернизацией гидросамолета стала установка на нем двигателя Gnome мощностью 100 л.с., центральный поплавок был заменен на двойной, без колесного шасси, а кормовой поплавок был прикреплен к рулю направления и стал управляемым. Самолет получил обозначение Avro 501.
28 мая 1913 года самолёт взлетел с поверхности реки Адур, а на следующий день летчик-испытатель фирмы Авро совершил первую посадку в море недалеко от Брайтона.
Avro 501 был приобретён Британским адмиралтейством, однако первые испытания показали, что поплавки сильно утяжелили машину. В 1914 году самолет переделали под колесное шасси и в дальнейшем использовали как учебный.
Одновременно с Avro 501 был спроектированные ещё один вариант гидросамолёта с большими размерами, который получил обозначение Avro 503.
Три самолета Avro 503 были изготовлены для Британского адмиралтейства, но к сентябрю 1914 года все гидросамолёты были переоборудованы в сухопутные. Последний из этих самолетов находился в эксплуатации до января 1914 года.
После испытаний, Avro 503 показали  германскому морскому офицеру, который летал на этом самолете и высоко оценил его летные качества. Немецкое правительство приобрело самолёт, он был разобран упакован и отправлен в Германию. 1 сентября 1913 года Avro 503 стал первым самолётом, который совершил 40-мильный перелет над Северным морем от острова Вильгельмсхафен на остров Гельголанд.
После проведенных испытаний, германский ВМФ заказал копии самолёта трём немецким фирмам: Gotha выпустила лицензионную копию самолета под обозначением WD.1 (Wasser Doppeldeckeer), компания AGO модель W-2  и Albatros. После вывода этих самолётов из военно-морского флота Германии некоторые WD.1 были поставлены в Османскую империю.

## Лётные данные
| Размах крыла, м             | 14,48      |
| Длина, м                    | 10,06      |
| Высота, м                   | 3,81       |
| Площадь крыла, м²           | 44,40      |
| Масса пустого, кг           | 789        |
| Взлётная                    | 1225       |
| Тип двигателя               | 1 ПД Gnome |
| Мощность, л. с.             | 1 х 100    |
| Максимальная скорость, км/ч | 89         |
| Экипаж                      | 1          |